# Hannibal
Hannibal Barca (n. 247 î.Hr., Cartagina⁠(d), Cartagina – d. 183 î.Hr., Gebze, Kocaeli, Turcia) a fost un om de stat și general cartaginez, considerat unul dintre cei mai străluciți comandanți militari din istorie și unul dintre cei mai mari dușmani ai Republicii Romane.
Hannibal este considerat unul dintre cei mai mari comandanți din istoria militară. Tatăl său, Hamilcar Barca, a comandat forțele cartagineze în Primul Război Punic, iar frații săi erau Mago, Hasdrubal și Hasdrubal cel Cinstit.
Hannibal a trăit într-o perioadă de maximă tensiune în regiunea Mediteraneeană, când Republica Romană și-a stabilit supremația asupra Cartaginei, regatelor elenistice ca Macedonia, Siracuza și Imperiul Seleucid. Una dintre cele mai faimoase realizări a lui Hannibal a fost izbucnirea celui de-al doilea Război Punic, când a mărșăluit cu armata, incluzând elefanți de război, din Iberia, traversând Munții Pirinei și Alpii, spre Italia. Aflat în Italia, a obținut trei victorii importante - Trebia, lacul Trasimene și Cannae, unde s-a remarcat pentru abilitatea sa de-a slăbi punctele forte ale adversarului, câștigând și mulți aliați împotriva Romei. Hannibal a ocupat o parte din Italia în 15 ani, dar contra-ofensivă romană în nordul Africii l-a forțat să se întoarcă în Cartagina, unde a fost decisiv înfrânt de Scipio Africanul în bătălia de la Zama.
După război, Hannibal a adoptat reforme politice și financiare pentru a permite plata indemnizației de război impuse de Roma. Reformele lui Hannibal au fost însă nepopulare printre membrii aristocrației cartagineze și Romei, și astfel, el a fugit în exil voluntar. În acest timp, el a trăit la curtea regelui seleucid, unde a activat în calitate de consilier militar a lui Antiohie cel Mare în războiul său împotriva Romei. După ce Antioh a fost înfrânt în Bătălia de la Magnesia și a fost nevoit să accepte termenii Romei, Hannibal a fugit din nou, oprindu-se în Armenia. Ajungând la curtea din Bitinia, a obținut o victorie navală împotriva flotei Pergamului. A fost apoi trădat fiind predat romanilor și s-a sinucis prin otrăvire.
Adesea considerat ca fiind unul dintre cei mai mari strategi militari din istorie, Hannibal a fost ulterior considerat unul dintre cei mai mari generali din antichitate, împreună cu Filip al II-lea al Macedoniei, Alexandru cel Mare, Iulius Cezar, Scipio Africanul. Plutarh afirmă că, atunci când a fost interogat de Scipio cu privire la cine a fost cel mai mare general, Hannibal ar fi răspuns fie Alexandru, fie Pyrrhus din Epirus, apoi el însuși, ori, într-o altă versiune a evenimentului, Pyrrhus, Scipio și apoi el însuși.
Istoricul militar Theodore Ayrault Dodge l-a numit pe Hannibal „părintele strategiei”, deoarece a fost cel mai mare dușman al Romei, care i-a adoptat elemente tactice din propriul arsenal strategic. Această laudă i-a adus o reputație puternică în lumea modernă, și el a fost privit ca un mare strateg, comparat cu Napoleon Bonaparte.

## Începuturile carierei militare

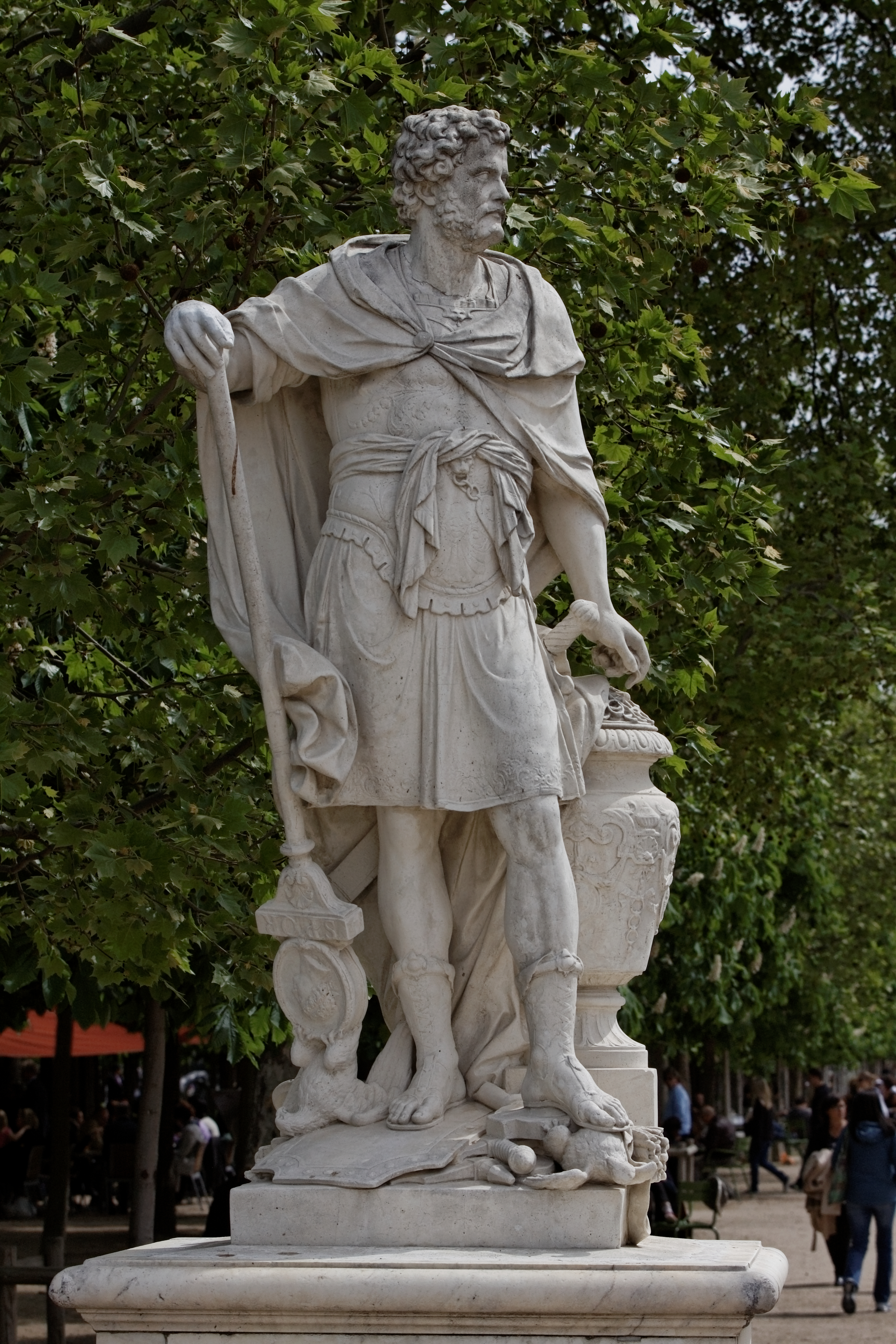
Hannibal

S-a născut în nordul Africii și era fiul lui Hamilcar Barca. (Barcas era o poreclă care însemna „Fulgerul”, având în vedere slăbiciunea lui pentru atacurile rapide). Din anul 237 î.Hr. își însoțește tatăl în Spania; participă alături de acesta, apoi după moartea lui din 183 î.Hr., alături de Hasdrubal, la construirea imperiului colonial punic din Hispania.
Potrivit legendei, la vârsta de 9 ani, Hannibal (Grația lui Baal) este pus de tatăl său, neconsolat de înfrângerea suferită de Cartagina în primul război punic, să jure ură veșnică romanilor.
La moartea lui Hasdrubal, forțele cartagineze din Spania îl aleg, în 224 î.Hr., pe Hannibal în calitate de comandant suprem. A perfecționat sistemul de cooperare în luptă între cavalerie și infanterie, a dovedit în practică importanța unui sistem eficient de recunoaștere și transmitere a informațiilor, rolul unei ofensive hotărâte. Strateg și tactician genial, bun organizator, conducător care a reușit să insufle, prin calitățile și exemplul personal, armatelor de mercenari comandate o încredere absolută. Diplomat clarvăzător și om politic lucid, Hannibal a fost considerat de către romani drept dușmanul lor cel mai aprig din întreaga istorie.
El rămâne cea mai strălucită personalitate a existenței de peste jumătate de mileniu a Cartaginei. Istoricul roman Titus Livius îl descrie în opera sa Ab urbe condita (De la întemeierea Romei):
„...nicicând n-a fost pe lume un om mai bine înzestrat cu însușiri atât de felurite - și de a asculta și de a porunci. Când înfrunta primejdiile, Hannibal era cel mai cutezător dintre toți, iar în toiul pericolelor dovedea cea mai mare chibzuință. Nu-i isovea trupul nici un fel de trudă (...) Hannibal era deopotrivă de răbdător și la frig și la arșiță, cumpătat la mâncare și băutură, după care nu jinduia niciodată (...) Mulți l-au văzut adesea pe Hannibal odihnindu-se pe pământul gol, acoperit numai cu o mantie soldățească, în mijlocul străjerilor la posturile de veghe (...) În luptă pornea cel dintâi și ieșea din încăierare cel din urmă.”

## Al doilea război punic (218—202 î.Hr.)

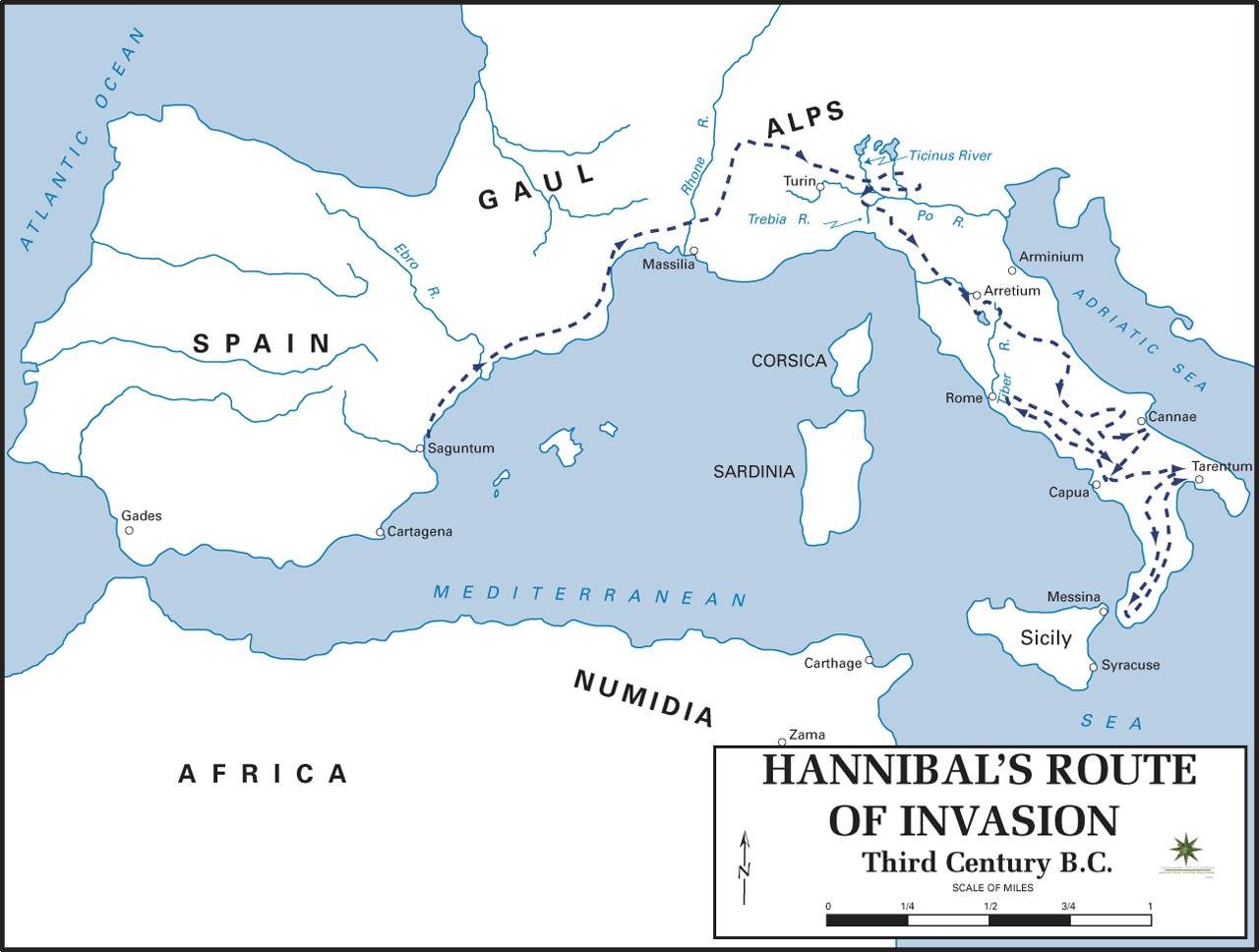
Ruta invaziei lui Hannibal

Traversarea Alpilor

Călătoria a fost planificatǎ inițial de către fratele lui Hannibal, Hasdrubal cel Cinstit, succesorul lui Hamilcar, care a devenit un general cartaginez în Iberia în 229 î.Hr. El va menține acest post aproximativ opt ani, până în 221 î.Hr. Nu după mult timp romanii au devenit conștienți de o alianță între Cartagina și celții din valea râului Po din Italia de Nord. Aceștia din urmă acumulau forțe pentru a invada Italia, probabil cu sprijin cartaginez. Astfel, romanii au invadat preventiv regiunea Po în 225 î.Hr. Până în 220 î.Hr., romanii anexaseră regiunea Galia Cisalpină.
Hasdrubal a fost asasinat în 221 î.Hr., aducându-l pe Hannibal în prim plan. După ce aparent au respins amenințarea unei invazii gallo-cartagineze și probabil știind că fusese ucis vechiul comandant cartaginez, romanii au trǎit cu un fals sentiment de securitate. Astfel, Hannibal i-a luat pe romani prin surprindere doi ani mai târziu, în 219 î.Hr.
Cucerirea, în 219 î.Hr., după un asediu de 8 luni, a orașului iberic Saguntum, în pofida protestelor Romei, și traversarea fluviului Ebru, în vederea supunerii întregii peninsule, au ca urmare declarația de război romană adresată Cartaginei. Această declarație de război a dus la izbucnirea celui de-al doilea război punic.
Hannibal a plecat din Nova Cartagina la sfârșitul primăverii, anul 218 î.Hr. Pe drum, a luptat cu triburile nordice la poalele Pirineilor. A supus triburile prin tactici inteligente aplicate în zone muntoase și s-a luptat încăpățânat. A lăsat un detașament de 20.000 de soldați în garnizoana regiunii nou cucerite. La Pirinei, a lansat 11.000 de trupe iberice care și-au aratat refuzul de a părăsi patria lor. Conform relatărilor, Hannibal a intrat în Galia cu 40.000 de soldați și 12.000 de călăreți.
Hannibal a recunoscut că este necesar pentru a traversa Munții Pirinei, Alpi, și multe râuri importante.  În plus, el va trebui să se confrunte cu opoziția celților, odatǎ ce le traversa teritoriul. În primăvara anului 218 î.Hr., el a traversat Pirineii și, prin concilieri cu cǎpeteniile galice  de-a lungul trecerii sale, a ajuns la fluviul Rhône înaintea romanilor care puteau lua orice măsuri pentru a opri avansul său. Ajungând la Rhône, în septembrie, armata lui Hannibal numǎra 38.000 de infanteriști, 8.000 de cǎlǎreți și 38 de elefanți de război, dintre care mulți nu vor supraviețui condițiilor dure ale Alpilor.

Traversarea Rhônului

După confruntǎrile cu băștinașii, care au încercat să împiedice trecerea lui, Hannibal a evitat o forță romanǎ ce mǎrșăluia de la coasta mediteraneană pânǎ la valea Ronului. Traseul exact de-a lungul Alpilor a fost sursǎ de dispute scolastice de atunci.
Teoriile moderne susțin că a mărșăluit din valea râului Drôme și a traversat aria spre sud, de-a lungul drumului modern din Col de Montegenevre, ori a mărșăluit din nord spre văile râurilor Isère și Arc de Savoie, traversâd aria de lângă modernul Mont Cenis ori Little St Bernard Pass. Recentele evidențe numismatice sugerează că armata lui Hannibal a trecut pe lângǎ Matterhorn.
Titus Livius consemna cǎ trecerea a fost realizatǎ în fața unor dificultăți enorme. Dar Hannibal le rezolva cu ingeniozitate, cum ar fi atunci când a folosit oțet și foc pentru a sparge pietre cǎzute în calea sa. În conformitate cu Polybius, a ajuns în Italia, însoțit de 20.000 pedestrași și 4.000 de călăreți, și doar câțiva elefanți. Evenimentul căderilor de pietre  este menționat doar de Titus Livius; Polybius este mut pe această temă și nu există nicio dovadă  de rocă carbonizată în Alpii de Vest. Dacă efectivele lui Polybius sunt corecte, după trecerea Ronului, ar sugera că el a pierdut aproape jumătate din forțele sale. Istoricii, cum ar fi Serge Lancell, au pus la îndoială fiabilitatea cifrelor pentru numărul de trupe pe care le-a avut atunci când a plecat din Hispania. Încă de la început, el pare să fi calculat că trebuia să funcționeze fără ajutor de la Hispania.
Viziunea lui Hannibal în privința acțiunilor militare derivă în parte din învățătura tutorilor săi greci și experiența acumulată alături de tatăl său. Într-adevăr, amploarea viziunii sale a dat naștere la strategia sa mǎreațǎ de a cuceri Roma, prin deschiderea unui front de nord și de-a supune orașelor-state aliate de pe peninsula, mai degrabă decât de a ataca Roma direct. Înfrângerea Cartaginei în timpul Primului Război Punic în Marea Mediteraneanǎ l-a determinat pe Hannibal să planifice invazia Italiei de peste Alpi.
Sarcina a fost descurajatoare pentru. Aceasta a implicat mobilizarea între 60.000 și 100.000 de trupe și formarea unui corp de război de elefanți, plus proviziile pentru drum. Invazia alpinǎ a Italiei a fost o operațiune militară care a zguduit lumea mediteraneană în 218 î.en., cu repercusiuni pentru mai mult de două decenii. A fost un război mondial, în sensul că a implicat aproximativ trei sferturi din populația întregii lumi punice-elenistice-romane. Practic, fiecare familie din Roma a pierdut un membru sau membrii în aria de distrugere adus asupra lor de către Hannibal și armatele cartagineze.

### Bătălii

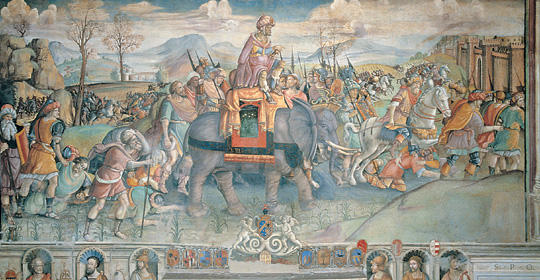
Fapta vitejească a lui Hannibal trecând Alpii cu elefanți de război a curs drept o legendă europeană: detaliu după o frescă: ca. 1510, Muzeul Capitoliului, Roma

În încercarea de a-și găsi aliați, face curte orașelor grecești din Italia. Celții, plini de ură împotriva Romei, care tocmai îi alungase din Italia de Nord, au facilitat trecerea armatei lui Hannibal.
Își completează armata cu ajutorul triburilor din sudul Italiei și înfrânge în noiembrie 218 î.Hr pe râul Ticinus armata consulului Publius Cornelius Scipio (tatăl lui Scipio Africanul).

#### Bǎtǎlia de la Trebia

Batalia de la Trebia

Marșul periculos condus de Hannibal l-au adus pe teritoriul roman. A fost nevoit sǎ înfrunte încercările inamicului pe un teren străin. Apariția lui bruscă i-a determinat pe galii din Valea râului Po sǎ înceteze alianțele cu romanii.
Consulul Publius Cornelius Scipio, tatǎl lui Scipio Africanul, nu a fost uimit de încercarea lui Hannibal de a traversa Alpii, deoarece romanii au fost pregătiți pentru a se lupta împotriva cartaginezilor din Iberia. Cu un mic detașament încă poziționat în Galia, Scipio a făcut o încercare de a-l intercepta pe Hannibal. Prin decizie promptă și mișcare rapidă, el a reușit sǎ transporte armata din Italia pe mare, în timp ce Hannibal pǎtrundea în peninsulǎ. Forțele lui Hannibal au trecut prin Valea Po și s-au angajat într-o încăierare pe scară largă la Ticinus. Aici, Hannibal, cu cavalerie sa superioară, i-a respins pe romani din câmpia Lombardiei.  
Dupǎ prima victorie, i-a determinat pe gali și ligurieni să se alăture Cartaginei, ale căror trupe erau susținute de armata sa, de aproximativ 40.000 de oameni.
Scipio a fost grav rănit, a fost salvat doar de curajul fiului său, care a mers înapoi pe teren pentru a-și salva tatăl său căzut. Scipio s-a retras peste râul Trebia la tabără din Placentia cu armata sa în mare parte intactǎ.
Alte armate consulare romane au fost trimise de urgență la Valea Po. Chiar înainte sǎ ajungǎ știrile despre înfrângerea de la Ticinus la Roma, Senatul a ordonat consulului Sempronius Longus sǎ aducǎ armata înapoi din Sicilia pentru a întǎri forțele lui Scipio și sǎ se confrunte cu Hannibal.
Hannibal, prin manevre abile, a fost cât pe ce sǎ-l loveascǎ pe drumul dintre Placentia și Arminum, prin care Sempronius ar trebui să mărșăluiască pentru a-l consolida pe Scipio. 
Hannibal a capturat Clastidium, din care a preluat cantități mari de provizii pentru oamenii lui. Dar acest câștig nu a fost pe deplin, fiindcǎ Sempronius a scǎpat din vederea lui Hannibal,  și s-a alăturat colegului său din tabăra din apropiere de râul Trebia lângă Placentia. Acolo, în luna decembrie a aceluiași an, Hannibal a avut o oportunitate de a-și arăta talentul său de maestru militar la Trebia; printr-un atac surpriză și ambuscade, a nimicit infanteria romană.

#### Bǎtǎlia de la Lacul Trasimene

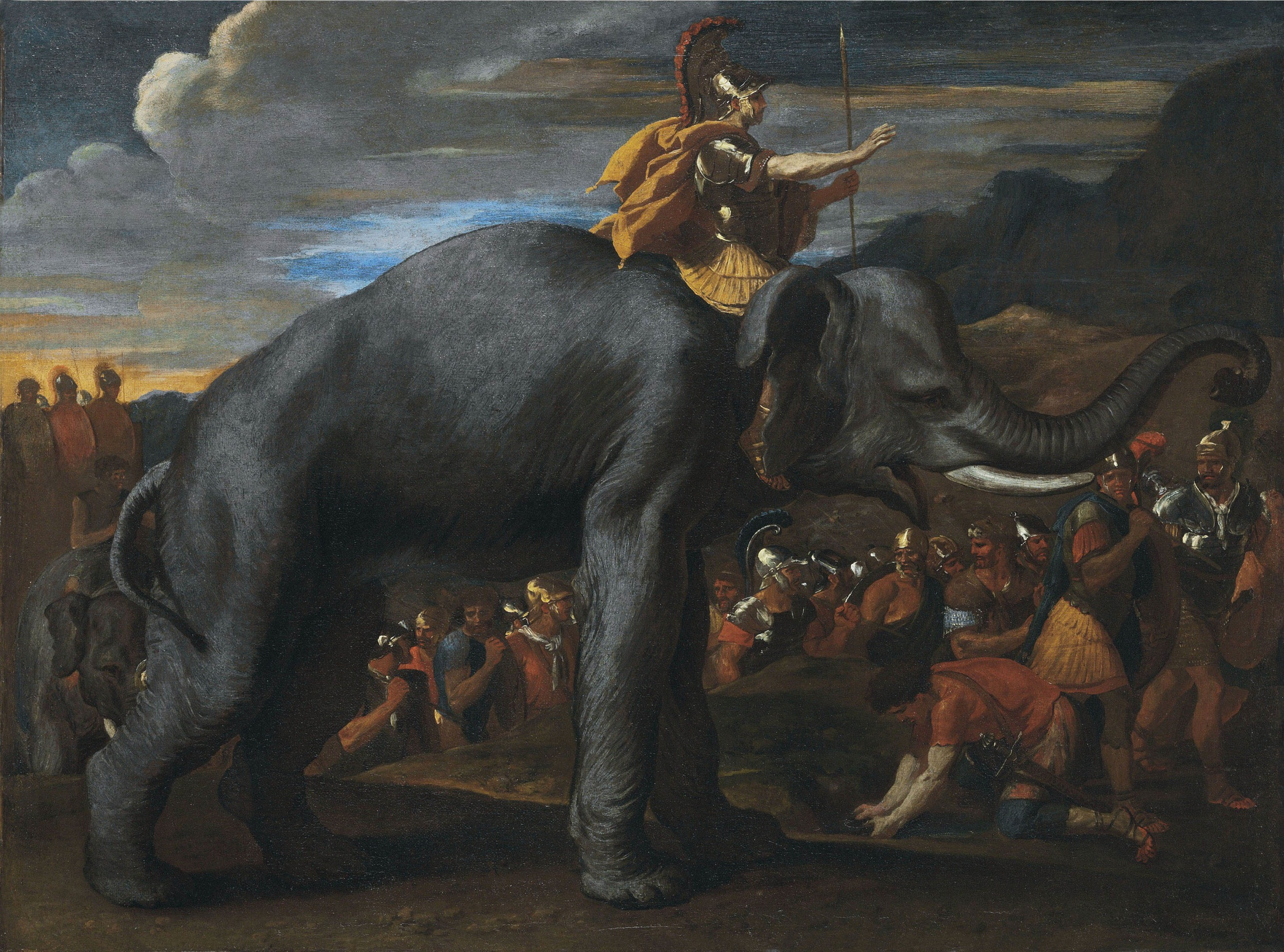
Hannibal

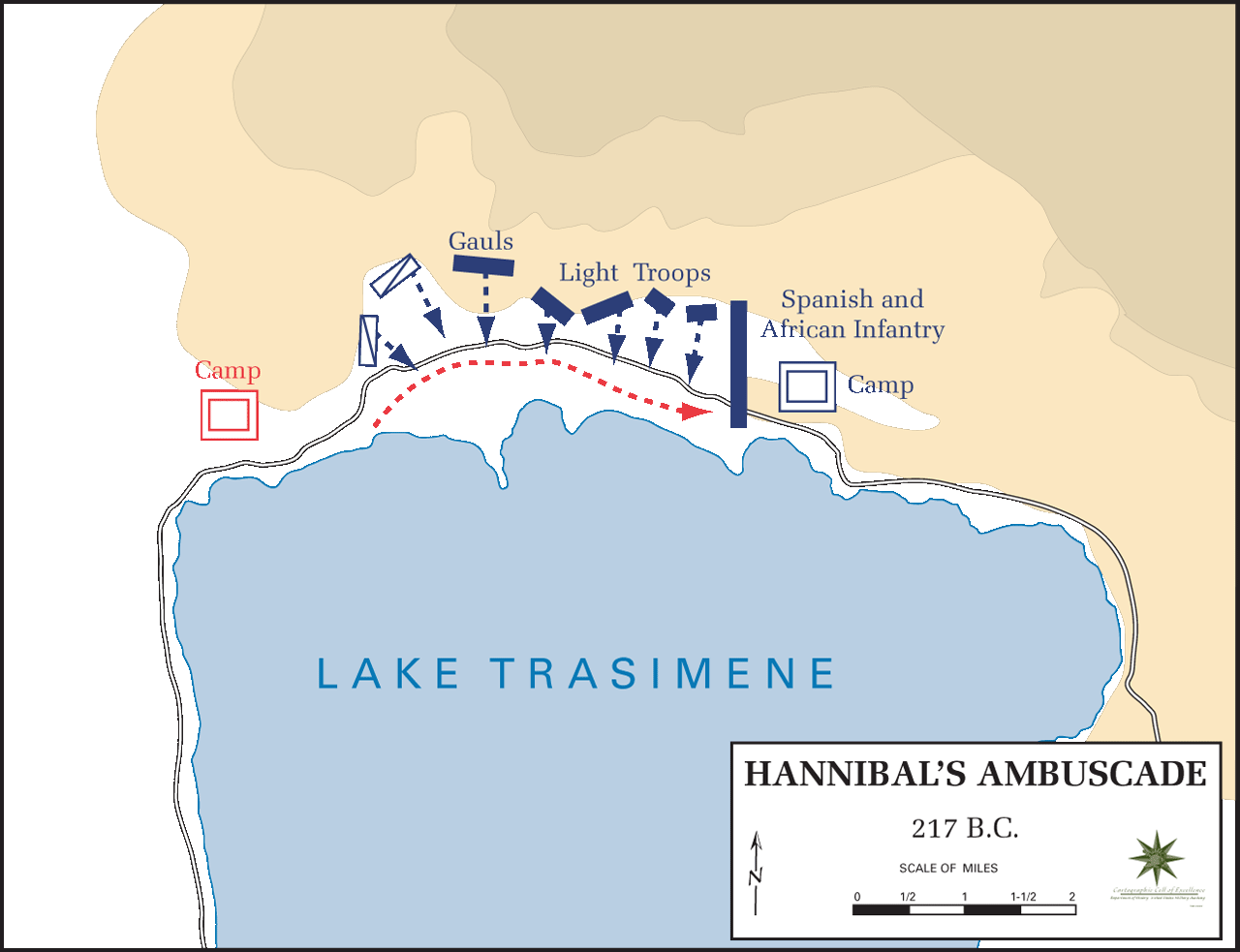
Batalia de la Lacul Trasimene

Hannibal a cantonat trupele sale cu galii pe timp de iarnă, al căror sprijin l-au redus. În primăvara anului 217 î.Hr., Hannibal a decis să găsească o bază mai fiabilă a operațiunilor   mai departe spre sud. Așteptându-se ca Hannibal sǎ avanseze spre Roma, Gnaeus Servilius și Gaius Flaminius (noi consulii de la Roma) cu armatele lor au blocat rutele de est și de vest pentru ca Hannibal sǎ nu le poate folosi.
Singura cale alternativă spre centrul Italiei a fost la gura de vărsare a râului Arno. Această zonă a fost, practic, o mare mlaștină. Hannibal a știut că acest traseu a fost plin de dificultăți, dar a rămas cea mai sigură și cu siguranță cel mai rapid mod spre a ajunge în centrul Italiei. Polybius susține că oamenii lui Hannibal au mărșăluit timp de patru zile și trei nopți "printr-o țară care era sub apă", suferind teribil de oboseală. El a traversat Munții Apenini (în care și-a pierdut ochiul drept, din cauza conjunctivitei) și Arno, fără opoziție, dar a pierdut o mare parte din forțele sale în mlaștină.
Sosind în Etruria, în primăvara anului 217 i.Hr., Hannibal a decis pentru a atrage armata romană comandatǎ de Flaminius, într-o bătălie devastatoare în regiune, în care Flaminius a fost trimis pentru a proteja. După cum relatează Polybius, "el [Hannibal] a calculat că, dacă trece în tabărǎ și face o coborâre în cartierul de dincolo, Flaminius ar fi în imposibilitatea de a-l vedea, dar va îl va urma în mod spontan el ... și îi va oferi oportunități pentru atac."  În același timp, Hannibal a încercat să rupă loialitatea aliaților Romei, dovedind că Flaminius a fost neputincios pentru a le proteja. În ciuda acestui fapt, Flaminius a rămas în tabăra de la Arretium. În imposibilitatea de a-l atrage pe Flaminius în luptă prin simpla devastare, Hannibal a mărșăluit cu îndrăzneală în jurul flancului stâng al adversarului său și în mod eficient a tăiat legǎtura lui Flaminius cu Roma. Avansând prin zonele înalte ale Etruriei, Hannibal l-a provocat pe Flaminius într-o urmărire în grabă și, îl prinde într-un defileu de pe malul lacului Trasimenus, a distrus armata sa în apele sau pe pantele adiacente. Flaminius a fost ucis. Aceasta a fost cea mai cruntă ambuscadă asupra romanilor din istoria lor, până la bătălia de la Carrhae împotriva parților. A avansat spre Roma, dar, realizând că fără mașini de asediu nu putea spera să o cucerească, a preferat să exploateze victoria din Bătălia de la Lacul Trasimene prin înaintarea în centrul și sudul Italiei și încurajarea la revoltă generală împotriva puterii romane.
Romanii l-au numit pe Fabius Maximus drept dictator. Pornind de la tradițiile militare romane, Fabius a adoptat strategia numitǎ după el: evitarea luptei pe teren deschis, în timp ce introducea mai multe armatele romane în vecinătatea lui Hannibal, în scopul de a-l urmări și de a-l hǎrțui.
După ce a devastat Apulia, fără a-l aduce pe Fabius la luptă, Hannibal a decis să mărșăluiască prin Samnium la Campania, una dintre cele mai bogate și cele mai fertile provincii din Italia, în speranța că devastarea îl va atrage pe Fabius în luptă. Fabius l-a urmat îndeaproape calea lui Hannibal, dar a refuzat să se lase atras în luptă. Această strategie a fost nepopularǎ pentru mulți romani, care au crezut că a fost o formă de lașitate.
Hannibal a decis că nu ar fi înțelept să ierneze în zonele joase deja devastate din Campania, dar Fabius s-a asigurat că toate trecătorile din Campania au fost blocate. Pentru a evita acest lucru, Hannibal i-a înșelat pe romani făcându-i să creadă că armata cartaginezǎ se refugia prin pădure. Când romanii au pǎtruns în pǎdure, armata lui Hannibal a ocupat trecerea. Fabius a fost la distanță izbitoare, dar în acest caz, precauția a lucrat împotriva lui. Mirosind o stratagemă (pe bună dreptate), el s-a menținut. Hannibal a iernat în câmpia din Puglia. Aceasta a fost o lovitură puternică asupra prestigiului lui Fabius și la scurt timp după această perioadă, puterea sa dictatorială s-a încheiat.

#### Bătălia de la Cannae

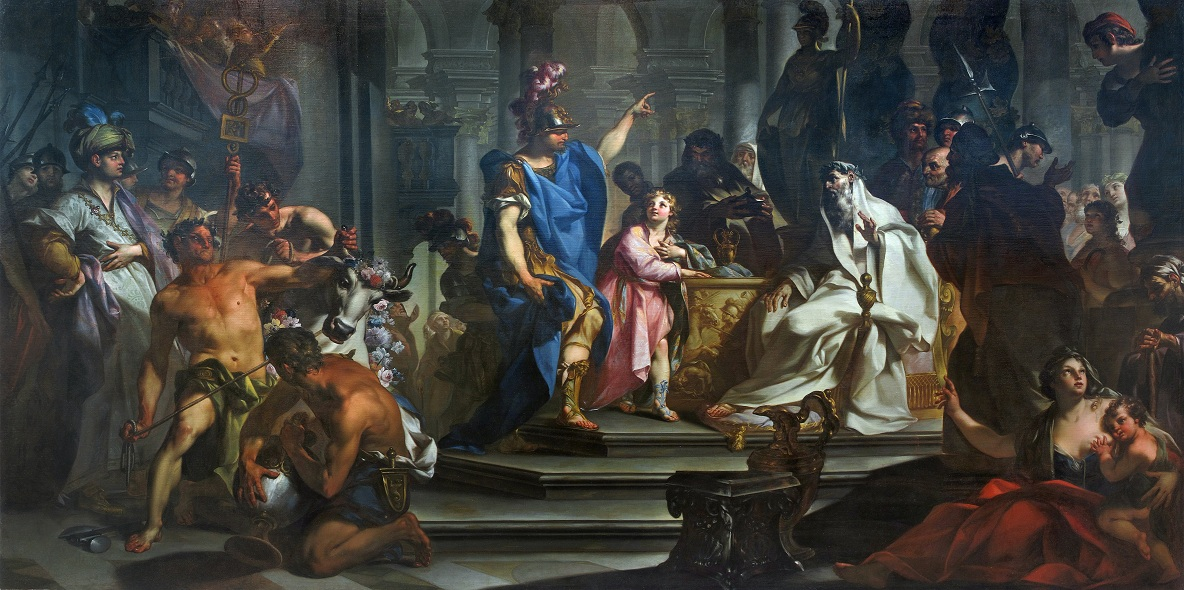
Hannibal jură să-i distrugă pe romani

În primăvara anului 216 î.Hr., Hannibal a luat inițiativa și a pus mâna pe depozitul mare de alimentare de la Cannae, în câmpia din Puglia. Prin capturarea Cannae, Hannibal s-ar fi plasat între romani și sursele lor esențiale de aprovizionare. După ce Senatul roman a reluat alegerile lor consulare , în 216 î.Hr., l-au numit pe Gaius Terentius Varro și Lucius Aemilius Paullus  drept consuli. În același timp, romanii, în speranța de a obține succesul prin puterea pură și superioritate numericǎ, a ridicat o nouă armată de dimensiuni fără precedent, estimat la 100.000 de oameni, dar mult mai probabil în jurul 50-80.000.  

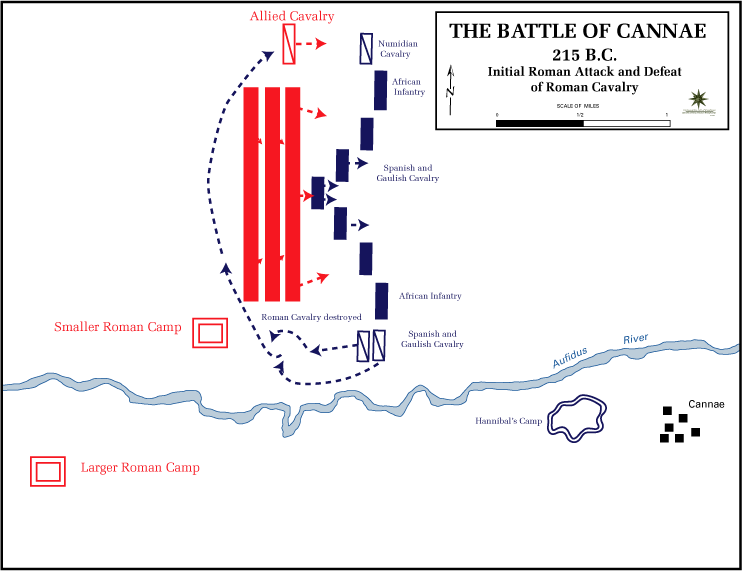
Atacul roman initial

Romanii si legiunile aliate, care aveau sǎ se confrunte cu Hannibal, au mărșăluit spre sud la Apulia. Ei l-au găsit în cele din urmă pe Hannibal pe malul stâng al râului Aufidus, și au așezat tabǎra la  șase mile (10 km) distanță. Cu această ocazie, cele două armate au fost combinate într-o una singură, iar consulii au preluat comanda pe turație. Varro, care a fost la comanda în prima zi, a fost un om de caracter nechibzuit și arogant (conform lui Titus Livius) și a fost determinat  pentru a-l învinge pe Hannibal. Hannibal se baza pe dorința de Varro și l-a atras într-o capcană, prin utilizarea une tactice de  învăluire, care a eliminat avantajul numeric roman de scădere în zona de luptă. Hannibal a întocmit infanteria sa într-un semicerc în centru, cu aripile compuse din cea galică și cavaleria numidianǎ. Legiunile romane au forțat prin modul lor centrul slab a lui Hannibal, dar mercenarii libieni au amenințat flancurile. Atacul de cavalerie a lui Hannibal a fost irezistibil, și Maharbal, comandantul cavaleriei șef lui Hannibal, care a condus cavaleria numidianǎ pe dreapta, a spulberat cavaleria romana ce se opunea. Cavaleria grea iberică și galică a  lui Hannibal, condusă de Hanno pe stânga, a învins cavaleria grea romană, iar apoi atât cavaleria grea cartagineză și numidiană au atacat legiunile din spate. Ca urmare, armata romană nu avea nici un mijloc de evadare.

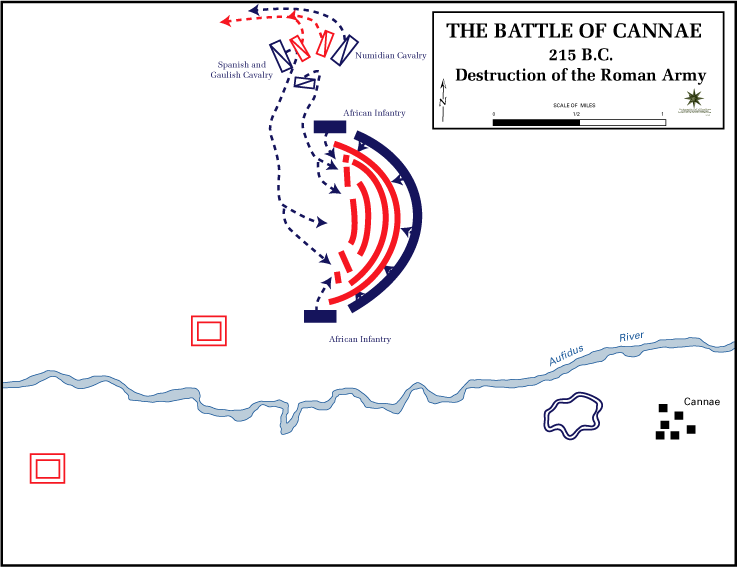
Distrugerea armatei romane

Având în vedere aceste tactici geniale, Hannibal, cu o armatǎ inferioarǎ numeric, a reușit să înconjoare și să distrugă armata. În funcție de sursă, se estimează că 50.000-70.000 romani au fost uciși sau capturați. Printre cei morți au fost consulul roman Lucius Aemilius Paullus, precum și doi consuli din anul precedent, doi chestori, 29 din 48 de tribuni militare și 80 de senatori voluntari. A fost  lupta cu cea mai catastrofalǎ înfrângere din istoria Romei antice și una dintre cele mai sângeroase lupte din întreaga istorie a omenirii ( în ceea ce privește numărul de vieți pierdute într-o singură zi).
După Cannae, romanii au ezitat să se confrunte cu Hannibal în bătălie, preferând în schimb să-l slăbeasca prin uzură, bazându-se pe avantajele lor de linii interioare de aprovizionare și forța de muncă. Ca rezultat, Hannibal nu a mai dus lupte mai mari în Italia, pentru restul războiului. Se crede că refuzul său de a asedia Roma în sine a fost din cauza lipsei de angajament de la Cartagina de a aduce oameni, bani și materiale - în principal echipamente de asediu. Oricare ar fi motivul, alegerea l-a determinat pe  Maharbal de a spune: " Hannibal, știe cum sǎ  obțină o victorie, dar nu știe sǎ profite de una."

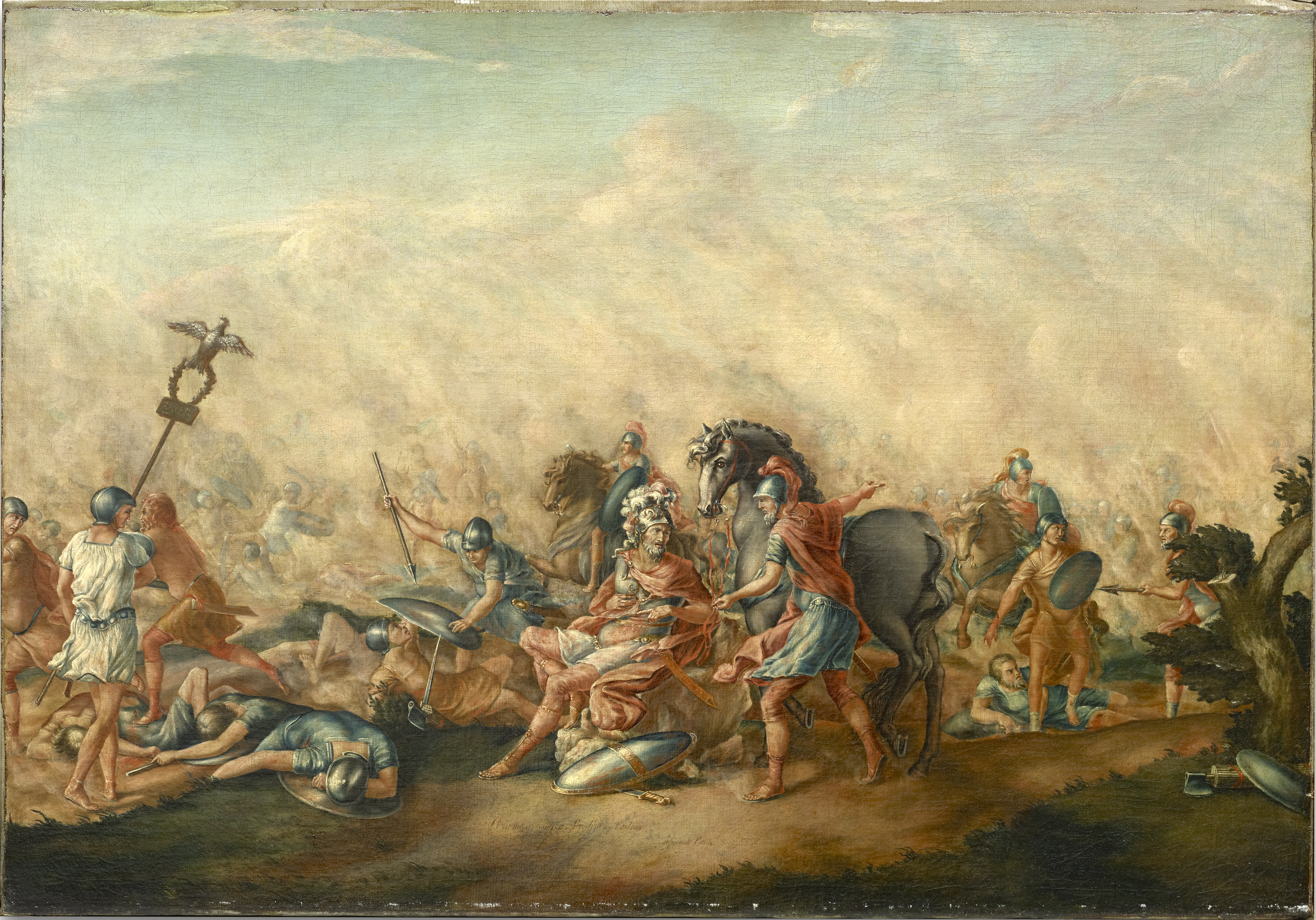
Moartea lui Aemilius Paulus

Ca urmare a acestei victorii, multe părți ale Italiei s-au alăturat cauzei lui Hannibal. După cum notează Polybius, „cât de gravǎ a fost înfrângerea de la Cannae față de cele care au precedat-o se poate observa prin comportamentul aliaților Romei. Înainte de această zi fatidică, loialitatea lor a rămas neclintitǎ, acum a început să se clatine pentru simplul motiv că ei și-au pierdut încrederea în puterea romanǎ." În același an, orașele grecești din Sicilia au început să se revolte împotriva controlului politic roman, în timp ce regele macedonean, Filip V, a promis sprijinul său pentru Hannibal - inițiind astfel primul război macedonean împotriva Romei. Hannibal a format și o alianță cu Hieronymus, noul tiran al Syracuzei. Adesea se susține că în cazul în care Hannibal ar fi primit întăriri materiale corespunzătoare din Cartagina, el ar fi reușit sǎ atace direct Roma. În schimb, el a trebuit să se mulțumească cu supunerea cetăților care înca i se impotriveau, și singurul alt eveniment notabil din 216 î.Hr. a fost dezertarea unor teritorii italiene, inclusiv Capua, al doilea mare oraș din Italia, care a devenit noua sa bază. Cu toate acestea, doar câteva dintre orașele-state italiene au defectat către el, din câte se aștepta să câștige în calitate de aliați.

### Impas
În pofida superiorității lui Hannibal pe câmpul de luptă, depărtarea de bazele de aprovizionare din Africa de Nord și Spania, dominația maritimă romană, tenacitatea și puterea de rezistență latină au măcinat treptat forțele cartagineze de pe pământul italic. Hannibal a subapreciat sistemul hegemoniei italice. În anul 212 î.Hr. Siracuza este cucerită de romani, iar diversiunea de mare anvergură a lui Hannibal din 211 î.Hr., când apare sub zidurile Romei (Hannibal ad portas), nu îi poate obiga pe romani să ridice asediul orașului Capua, care este cucerit și aspru pedepsit.
Știi să învingi, dar nu știi să profiți de victorie! - acesta este reproșul pe care i l-a adresat fratele său lui Hannibal pentru că și-a lăsat armata să lâncezească în luxul din Capua, în loc să atace Roma imediat după victoria de la Cannae. De fapt lui Hannibal îi lipseau forțele suficiente pentru a se lansa într-o asemenea acțiune de proporții.

## Sfârșitul războiului

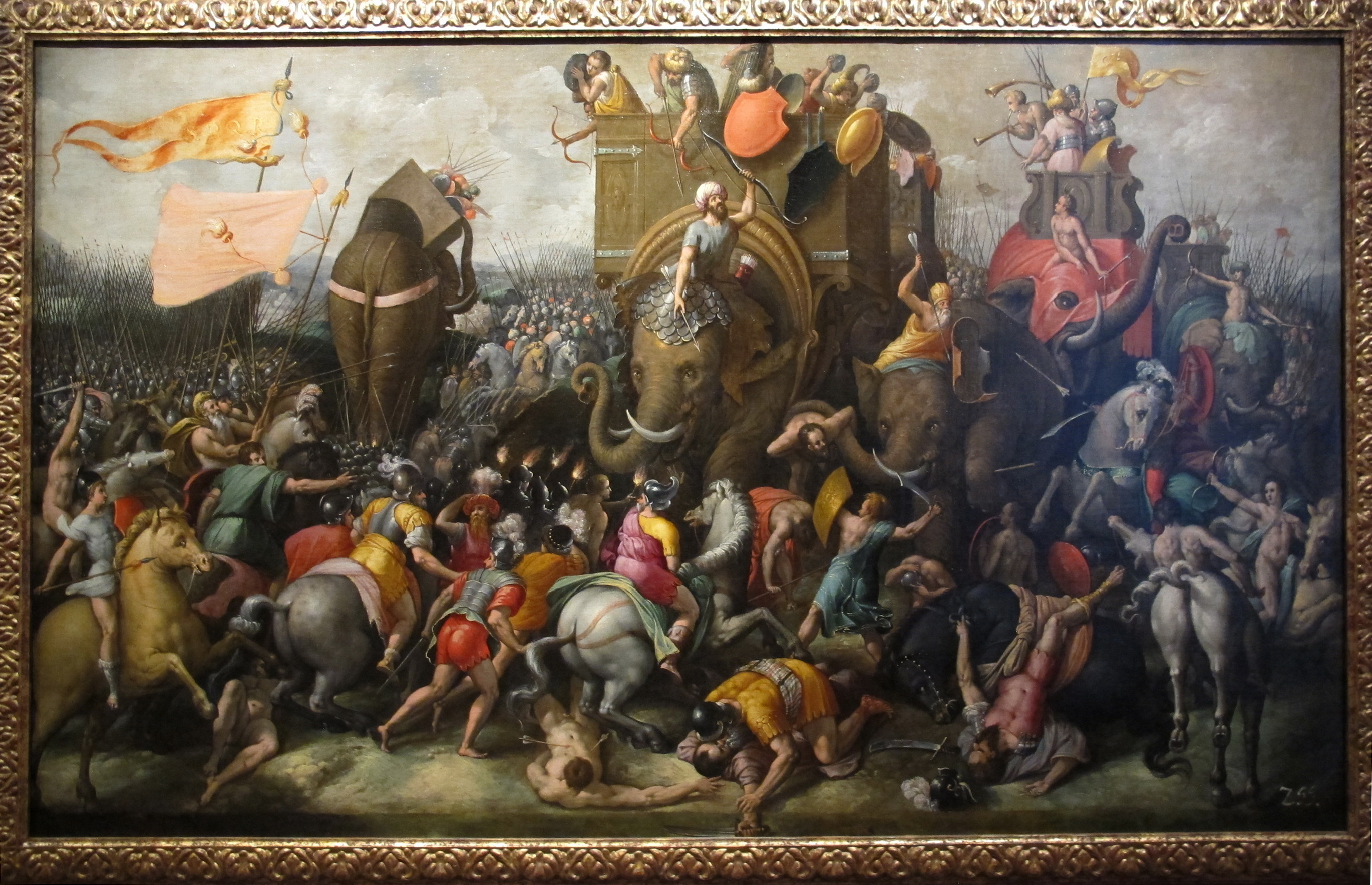
Batalia de la Zama

Printr-o abilă diplomație, Roma reușește să găsească, în Liga Etoliană și Pergam, aliați fideli în primul război macedonean (215 î.Hr. - 205 î.Hr.), obligându-l pe Filip al V-lea să se consacre, în exclusivitate, operațiunilor militare din Grecia. În anul 210 î.Hr., un nou general roman, în vârstă de numai 25 de ani, este numit comandant suprem al forțelor din Spania, eliminând până în 206 î.Hr. orice rezistență punică în Peninsulă.
Istoriografia romană a făcut din Scipio Africanul contraponderea ideală a comandantului cartaginez.
Tot mai izolat pe pământul italic, Hannibal apelează la ajutorul fratelui său Hasdrubal. Acesta, cu ultima mare oaste punică din Hispania, reface drumul lui Hannibal dar, ajuns în Italia centrală, este surprins de forțele celor doi consuli - Marcus Livius Salinator și Gaius Claudius Nero - la râul Metaurus, pierzând în bătălie întreaga armată și propria-i viață (207 î.Hr.).
Redus la defensivă în sudul Italiei, Hannibal este rechemat în 203 î.Hr. în Africa, după victoriile repurtate aici de Scipio Africanul. La capătul a 16 ani de lupte, Hannibal părăsește  neînfrânt pământul Italiei. La Zama însă, în Tunisia de azi, în ultima bătălie a celui de-al doilea război punic (202 î.Hr.) Hannibal este înfrânt de Scipio, Cartagina semnând, în anul următor, tratatul de pace.

## Exilul și moartea
Hannibal schițează un program de reforme economice, fiscale, constituționale, vizând refacerea puterii cartagineze, dar animozitatea oligarhiei și presiunile Romei îl obligă în 195 î.Hr. să se refugieze la curtea lui Antiochos al III-lea, suveranul Regatului Seleucid, unde încurajează ostilitatea împotriva romanilor.
La începutul războiului lui Antiochos al III-lea împotriva Romei (192 î.Hr.), Hannibal susține, fără succes, ideea purtării luptelor pe solul italic. După înfrângerea seleucidă de la Magnesia (190 î.Hr.), după o serie de pelegrinări, Hannibal se refugiază la curtea regelui Bitiniei, Prusias I. Conduce flota acestuia la victoria în războiul împotriva Pergamului (184 î.Hr.) dar, după înfrângerea Bitiniei, pentru a nu cădea în mâinile romanilor, care ceruseră predarea lui, se sinucide la Libyssa, în 183 î.Hr. Moare în același an ca și rivalul său Scipio Africanul.

## Lista bătăliilor
- 218 î.Hr.

Bătălia de la Ticinus - Hannibal învinge romanii conduși de Publius Cornelius Scipio.
Bătălia de la Trebia - Hannibal învinge romanii conduși de Titus Sempronius Longus.
- 217 î.Hr.

Bătălia de la Lacul Trasimene - Într-o ambuscadă, Hannibal distruge armata romană a lui Gaius Flaminius, care este ucis.
- 216 î.Hr.

Bătălia de la Cannae - Hannibal distruge armata romană condusă de Lucius Aemilius Paullus și de Gaius Terentius Varro în ceea ce este considerată una dintre cele mai mari capodopere ale artei tactice militare
Prima bătălie de la Nola - Generalul roman Marcus Claudius Marcellus ține piept unui atac al lui Hannibal.
- 215 î.Hr.

A doua bătălie de la Nola - Marcellus respinge din nou un atac al lui Hannibal.
- 214 î.Hr.

A treia bătălie de la Nola - Marcellus luptă într-o bătălie indecisă cu Hannibal.
- 212 î.Hr.

Prima bătălie de la Capua - Hannibal învinge consulii Q. Fulvius Flaccus și Appius Claudius
Bătălia de la Silarus - Hannibal distruge armata romană a praetorului M. Centenius Penula.
Prima bătălie de la Herdonia - Hannibal distruge armata romană a praetorului Gnaeus Fulvius.
A doua bătălie de la Capua
- 210 î.Hr.

A doua bătălie de la Herdonia - Hannibal distruge armata romană condusă de Fulvius Centumalus, care este ucis
Bătălia de la Numistro - Hannibal îl învinge pe Marcellus
- 209 î.Hr.

Bătălia de la Asculum - Bătălie indecisă între Hannibal și Marcellus
- 207 î.Hr.

Bătălia de la Grumentum - Generalul roman Gaius Claudius Nero luptă într-o bătălie indecisă cu Hannibal
- 204 î.Hr.

Bătălia de la Crotona - Hannibal luptă împotriva generalului roman Sempronius în sudul Italiei.
- 202 î.Hr.

Bătălia de la Zama (19 octombrie) - Scipio Africanul îl învinge decisiv pe  Hannibal în Africa de Nord, sfârșind al doilea război punic

## Hannibal în filme
| An   | Film | Note                               |
| 2008 | Hannibal | Protagonist Vin Diesel             |
| 2004 | Fantoma de la operă                                                                                              |                                    |
| 2005 | Hannibal – Rome's Worst Nightmare                                                                                | Documentar britanic                |
| 2001 | Hannibal: The Man Who Hated Rome                                                                                 | Documentar britanic                |
| 1997 | The Great Battles of Hannibal                                                                                    | Documentar britanic                |
| 1960 | Annibale | Italian; Protagonist Victor Mature |
| 1955 | Jupiter's Darling                                                                                                | Britanic; Protagonist Howard Keel  |
| 1939 | Scipio Africanus - the Defeat of Hannibal (Scipione l'africano) Arhivat în 18 ianuarie 2006, la Wayback Machine. | Italian                            |
| 1914 | Cabiria | Italian                            |

## Legături externe
- Hannibal – destinul unui războinic, 18 aprilie 2008, Adrian Nicolae, Descoperă
- Hannibal aproape i-a făcut pe romani să dispară din istorie, 2 noiembrie 2010, Adevărul - articol Historia[nefuncțională]